# Grainger County
Grainger County ist ein County im Bundesstaat Tennessee der Vereinigten Staaten. Der Verwaltungssitz (County Seat) ist Rutledge. Das U.S. Census Bureau hat bei der Volkszählung 2020 eine Einwohnerzahl von 23.527 ermittelt.

## Geographie
Das County liegt im Nordosten von Tennessee, ist im Norden etwa 35 km von der südwestlichen Ecke von Virginia entfernt und hat eine Fläche von 783 Quadratkilometern, wovon 57 Quadratkilometer Wasserfläche sind. Es grenzt im Uhrzeigersinn an folgende Countys: Hancock County, Hamblen County, Jefferson County, Knox County, Union County und Claiborne County.

## Geschichte
Grainger County wurde am 22. April 1796 aus Teilen des Hawkins County und des Knox County gebildet. Benannt wurde es nach Mary Grainger Blount, der Ehefrau von William Blount, der Gouverneur des Südwest-Territoriums, aus dem später Tennessee wurde.

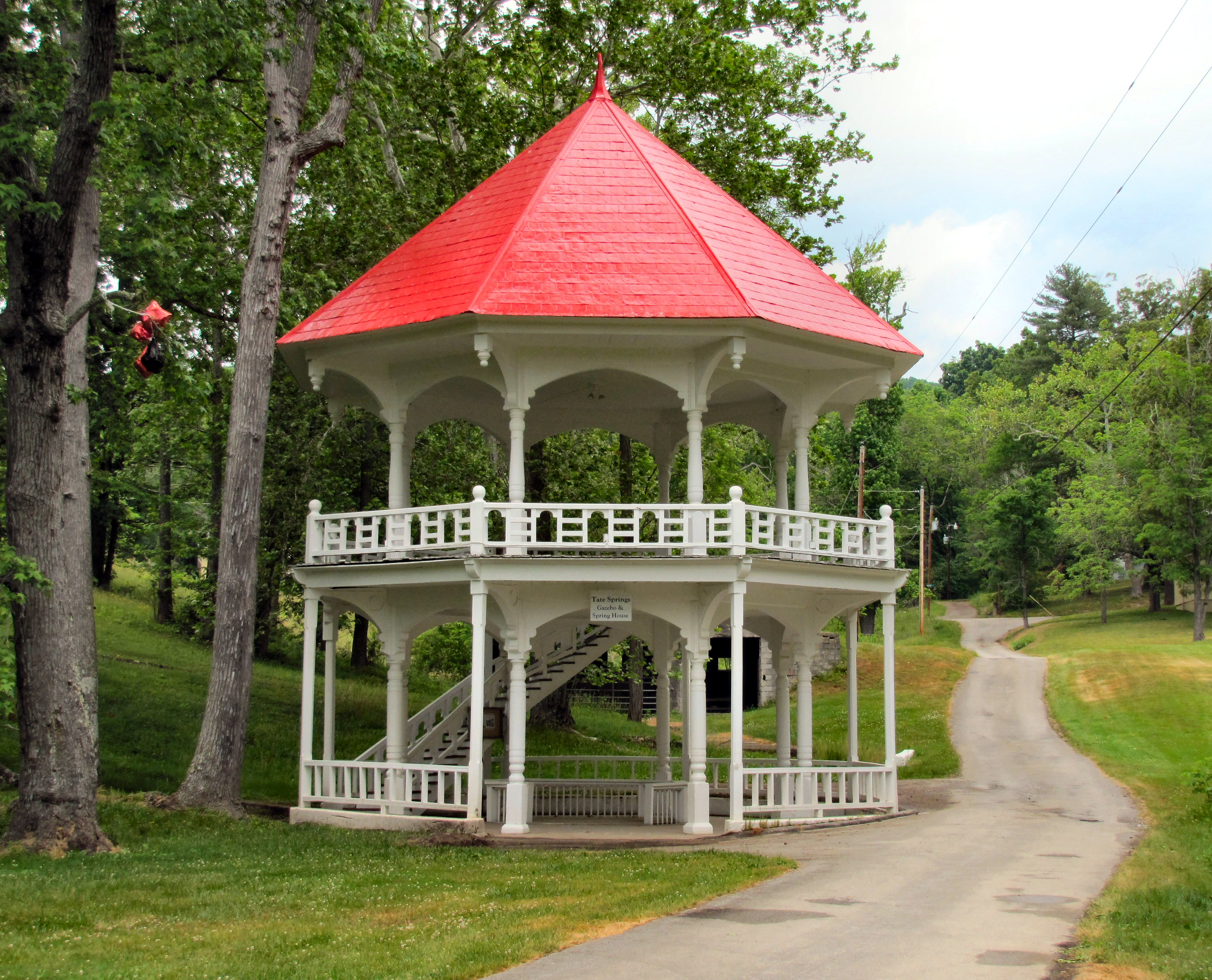
Das Tate Springs Springhouse ist einer von sieben Einträgen des Countys im NRHP.

Sieben Bauwerke und Stätten des Countys sind im National Register of Historic Places (NRHP) eingetragen (Stand 14. August 2018).

## Demografische Daten

Alterspyramide Grainger County

Nach der Volkszählung im Jahr 2000 lebten im Grainger County 20.659 Menschen in 8.270 Haushalten und 6.161 Familien. Die Bevölkerungsdichte betrug 28 Einwohner pro Quadratkilometer. Ethnisch betrachtet setzte sich die Bevölkerung zusammen aus 98,41 Prozent Weißen, 0,32 Prozent Afroamerikanern, 0,15 Prozent amerikanischen Ureinwohnern, 0,09 Prozent Asiaten, 0,02 Prozent Bewohnern aus dem pazifischen Inselraum und 0,40 Prozent aus anderen ethnischen Gruppen; 0,61 Prozent stammten von zwei oder mehr Ethnien ab. 1,09 Prozent der Bevölkerung waren spanischer oder lateinamerikanischer Abstammung.
Von den 8.270 Haushalten hatten 31,4 Prozent Kinder und Jugendliche unter 18 Jahre, die bei ihnen lebten. 61,9 Prozent waren verheiratete, zusammenlebende Paare, 8,8 Prozent waren allein erziehende Mütter und 25,5 Prozent waren keine Familien. 22,5 Prozent waren Singlehaushalte und in 9,1 Prozent lebten Personen im Alter von 65 Jahren oder darüber. Die Durchschnittshaushaltsgröße betrug 2,48 und die durchschnittliche Haushaltsgröße betrug 2,89 Personen.
22,9 Prozent der Bevölkerung waren unter 18 Jahre alt, 8,2 Prozent zwischen 18 und 24, 30,5 Prozent zwischen 25 und 44, 25,8 Prozent zwischen 45 und 64 und 12,5 Prozent waren älter als 65. Das Durchschnittsalter betrug 38 Jahre. Auf 100 weibliche Personen kamen statistisch 99,0 männliche Personen und auf 100 Frauen im Alter von 18 Jahren und darüber kamen 96,5 Männer.
Das jährliche Durchschnittseinkommen eines Haushalts betrug 27.997 USD, das Durchschnittseinkommen der Familien betrug 33.347 USD. Männer hatten ein Durchschnittseinkommen von 25.781 USD, Frauen 19.410 USD. Das Prokopfeinkommen betrug 14.505 USD. 15,1 Prozent der Familien und 18,7 Prozent der Einwohner lebten unterhalb der Armutsgrenze.